# Jużnyj Post
Jużnyj Post (ros. Южный Пост) – przystanek kolejowy w miejscowości Uniecza, w rejonie unieckim, w obwodzie briańskim, w Rosji.